# Оскар Бенавідес
Оскар Раймундо Бенавідес Ларреа (ісп. Óscar Raymundo Benavides Larrea; 5 березня 1876 — 2 липня 1945) — перуанський військовий і політичний діяч. Великий маршал Перу (1939). Двічі обіймав посаду президента Перу (в 1914—1915 та 1933—1939 роках).

## Перше президентство
У 1913 році президентом Перу був Гільєрмо Біллінгхерст, який був обраний в 1912 році за підтримки робітників, які влаштували масовий страйк. Біллінгхерст зіткнувся з жорсткою опозицією Конгресу, в якому більшість місць належала Громадянській партії, тому Біллінгхерст готувався розпустити Конгрес, що перейшов у опозицію. Припускаючи це, багато конгресменів вирішили усунути президента силовим методом. Заручившись підтримкою армії, вони звернулися до полковника Бенавідеса, який погодився підтримати їх та забезпечити конституційний порядок. 4 лютого 1914 року війська під командуванням Бенавідеса змусили Біллінгхерста піти на переговори. В результаті президента було повалено і заслано до Чилі, де й помер наступного року.
Як начальник штабу Бенавідес був призначений змовниками контролювати урядову раду. 15 травня 1915 року Конгрес призначив його тимчасовим президентом, протягом наступних 18 місяців правління Бенавідеса ним було відновлено діяльність органів влади країни та стабільність. Незабаром Бенавідес організував нові вибори, на яких переміг Хосе Пардо та Барреда, який обійняв посаду з 18 серпня 1915 року.

## Місія в Європі
Новий президент надісав Бенавідеса до Парижа в 1916 році для спостереження за ходом Першої світової війни, під час своєї місії Бенавідес був свідком Верденської битви . Згодом президентом Пардо він був призначений надзвичайним та повноважним послом в Італії (1917). 4 липня 1919 року Аугусто Легія обійняв посаду президента Перу внаслідок перевороту, організованого проти президента Хосе Пардо. У грудні 1920 року Бенавідес залишив посаду посла в Італії і повернувся до Ліми.
Аугусто Легія справедливо побоювався, що Бенавідес, який мав велику популярність серед виборців, і, що найважливіше, серед військових, організував повстання. Виходячи з цього побоювання, він наказав заарештувати Бенавідеса, а також 25 інших неугодних йому політиків, і наказав відправити їх як ув'язнених на судні Паїта, що прямував в Австралію до Сіднею. Бенавідес підняв на судні заколот і разом з іншими ув'язненими захопив корабель, заарештувавши капітана та офіцерів корабля. «Паїта» замість Сіднея вирушила до Коста-Рики, звідти Бенавідес вирушив до Панами, а потім у Гуаякіль в Еквадорі. Там він налагодив контакти із силами, які протидіяли президентові Легії. У листопаді 1927 року він вирушив до Франції.

## Друге президентство
22 серпня 1930 року підполковник Луїс Мігель Санчес Серро підняв повстання в Арекіпі, і Легія був змушений піти у відставку. Санчеса Серро було призначено тимчасовим президентом країни. 3 жовтня того ж року Бенавідес був призначений послом в Іспанії, а в лютому 1932 року — в Англії. 27 березня 1932 року Бенавідес був призначений головнокомандувачем Національної ради оборони через початок бойових дій з Колумбією, 31 березня він отримав звання дивізійного генерала.
30 квітня 1933 року був убитий Санчес Серро. Щоб запобігти можливим заворушенням та політичній нестабільності, Установчі збори оголосили Бенавідеса конституційним президентом. Бенавідес ухвалив нову конституцію Перу, яка діяла до 1979 року.
Основним завданням уряду Бенавідеса було вирішення конфлікту з Колумбією та встановлення політичної стабільності всередині країни. В результаті мир з Колумбією було укладено у 1934 році. Друга проблема була вирішена радикальним способом, було заборонено дві впливові організації того часу: Американський народно-революційний альянс та Комуністична партія Перу, виправданням служило те, що обидві партії іноземні, а це заборонено законодавством країни.
У 1936 році Бенавідес організував нові президентські вибори, на яких переміг Луїс Антоніо Ігуігурен, але результати виборів були анульовані, оскільки вважалося, що Ігуігурен має зв'язки з Американським народно-революційним альянсом.
В результаті повноваження Оскара Бенавідеса були продовжені ще на три роки, протягом яких він керував країною під девізом «Порядок, мир і робота» (ісп. Orden, paz y trabajo).
За правління Бенавідеса було посилено та переозброєно армію. Було істотно розширено порт Кальяо, там було побудовано військово-морський та вантажний корабельні доки. Було завершено будівництво Панамериканського шосе на перуанській ділянці від Еквадору до Чилі, а також збудовано шосе від Ліми до міста Тінго-Марія . Було скасовано всі дорожні та мостові збори з метою забезпечення свободи пересування. Велика робота була проведена в соціальній сфері серед робітників, для яких будувалося житло за рахунок держави, також було прийнято програму соціального забезпечення робітників, і прийнято новий Цивільний кодекс. За Бенавідеса почався розвиток туризму, всіляко заохочувалося будівництво нових готелів у центрі Ліми. Було підготовлено загальний перепис населення, який було проведено вже новим урядом 1940 року.
8 грудня 1939 року Бенавідес передав президентський мандат Мануелю Прадо і Угартече, переможцю загальних виборів. 19 грудня новий президент надав Оскару Бенавідесу звання фельдмаршала.

## Наступна кар'єра
В 1940 році Бенавідес був призначений послом в Іспанії, потім в Бразилії (1941–1944). До Перу він повернувся 17 липня 1944 року і був одним із засновників Національного Демократичного Фронту .
Помер Оскар Бенавідес у Лімі 2 липня 1945 року на сімдесятому році життя.